# Allan McCollum
Allan McCollum, född 4 augusti 1944 i Los Angeles i Kalifornien, är en amerikansk skulptör inom koncept- och installationskonst. McCollum, som har varit verksam sedan slutet av 1960-talet, är bland annat känd för sina konstverk Surrogate Paintings och Perfect Vehicles. Han höll sin första separatutställning 1970. McCollum har i sin konst särskilt undersökt relationen mellan enskilda handgjorda konstverk och massproducerade objekt.

## Bilder
| - The Shapes Project. - Mount Signal and Its Sand Spikes. |